# La Feria (Texas)
La Feria ist eine Stadt im Cameron County im US-Bundesstaat Texas. Die Stadt geht zurück auf eine spanische Ansiedlung im 18. Jahrhundert und liegt nicht weit entfernt von der Grenze zu Mexiko. Das U.S. Census Bureau hat bei der Volkszählung 2020 eine Einwohnerzahl von 6817 ermittelt. Der Stadtname bedeutet frei übersetzt „Die Faire“.

## Beschreibung
Innerhalb des Cameron County liegt La Feria ganz im Westen, nahe der Grenze zum benachbarten Hidalgo County. Benachbarte Ortschaften und Städte sind Bluetown, Solis sowie die im Hidalgo County gelegene Stadt Mercedes. Von Harlingen, der zweitgrößten Stadt des Cameron County, ist La Feria etwa 10 Kilometer entfernt, von der Bezirkshauptstadt Brownsville rund 40 Kilometer und von Edinburg, dem Verwaltungssitz von Hidalgo County rund 30 Kilometer. Wichtigste Verbindungsstraße ist die am nördlichen Rand des Rio Grande Valley vorbeiführende US-Highway 83. Im Stadtzentrum gekreuzt wird dieser von der Farm Road 506, die nach Süden in Richtung mexikanische Grenze führt. Unmittelbar südwestlich der Stadtgrenze weist La Feria einen Naturschutzpark auf; südlich davon befindet sich ein kleiner Süßwassersee. Die Landschaft ist eben und von der für die texanische Golfküste typischen Mischung aus Küstenprärie und buschreichem Niedrig-Baumbewuchs geprägt.
Zuerst besiedelt wurde das Gebiet der späteren Stadt im Jahr 1777. Die Erstsiedler-Familie mit dem Namen Ballí gründete mehrere Bauernhöfe und behielt die Kontrolle über das Land bis in die Mitte des 19. Jahrhunderts. Bis ins 20. Jahrhundert hinein war die Ansiedlung ein landwirtschaftliches Zentrum. Im Jahr 1909 wurde La Feria eine feste Ortschaft. Der Ortsname war aus dem Beinamen der Vertragscharter der Erstbesiedler entnommen. Die deutsche Übersetzung für feria lautet fair. Im gleichen Jahr entstand das Postamt. 1911 kam eine zwei Kilometer von der Stadt entfernte Station der St. Louis, Brownsville und Mexico Railway hinzu. 1915 hatte La Feria eine Bevölkerung von 200, eine Bank, zwei Kirchen und eine Wochenzeitung – den La Feria Leader. Im Jahr 1925 lagen die Schätzungen der Bevölkerung zwischen 236 und 825.
Die offizielle Stadtgründung erfolgte 1933. Die Bevölkerung war zwischenzeitlich auf 1.594 Einwohner angewachsen. Die Ortschaft verfügte im zweiten Viertel des 20. Jahrhunderts über rund 90 Läden und Geschäfte, über drei Schulen und zwei Kirchen. 1948 wurde die Einwohneranzahl auf 2.630 geschätzt. 1967 hatte die Stadt 90 ortsansässige Betriebe – darunter Baumwollspinnereien, Weiterverarbeitungsstätten für Obst- und Gemüseprodukte sowie einen Hersteller für Flüssigdünger. Flankierend hinzu kam Fremdenverkehr sowie damit verbundene Einrichtungen wie zum Beispiel das 1909 erbaute Rosita Longoria House und das La Feria Museum. Im Jahr 2000 hatte Einwohneranzahl die 6000 überschritten. Ebenso wie andere Städte und Gemeinden im Cameron County war auch La Feria von den Auswirkungen des Hurrikans Dolly mitbetroffen, der mit Überschwemmungen und Stromausfällen beträchtliche Schäden anrichtete.

## Demografie
Laut den Daten des United States Census Bureau aus dem Jahr 2016 betrug die Einwohnerzahl in jenem Jahr 7.241 Personen. 3.554 davon waren männlich, 3.687 weiblich. 5.053 Einwohner waren 18 Jahre oder älter, 2.188 Kinder oder Jugendliche, 1.024 älter als 65 Jahre. Der Altersmedian betrug 35,8 Jahre. Der Zensus-Definition Race gemäß bezeichneten sich 6.281 der Befragten als Hispanic oder Latino (86,7 %), 819 als Weiße (11,3 %) und 141 als Asiaten (1,9 %). Die Definition „mehr als eine Ethnie“ gab kein Einwohner an. Das Medianeinkommen pro Haushalt belief sich laut Zensus-Angaben auf 28.700 US-Dollar (USD). Der ermittelte Einkommensmedian lag somit deutlich sowohl unter denen der USA insgesamt (53.000 USD) sowie dem Bundesstaat Texas (51.900 USD). Als Personen, die in Armut leben, wies der Zensus 23,4 % aus, als Personen ohne Krankenversicherung 23,1 %.